# San Damiano Macra
San Damiano Macra é uma comuna italiana da região do Piemonte, província de Cuneo, com cerca de 476 habitantes. Estende-se por uma área de 54 km², tendo uma densidade populacional de 9 hab/km². Faz fronteira com Cartignano, Castelmagno, Celle di Macra, Dronero, Frassino, Macra, Melle, Roccabruna, Sampeyre.

## Demografia
| Variação demográfica do município entre 1861 e 2011                               |
|                                                                                   |
| Fonte: Istituto Nazionale di Statistica (ISTAT) - Elaboração gráfica da Wikipedia |